# Askr și Embla

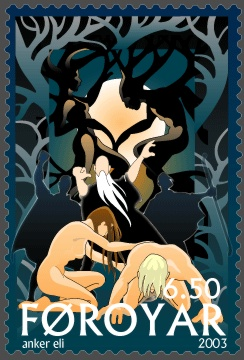
Askr şi Embla

În mitologia nordică, Askr a fost primul bărbat și Embla prima femeie. 
Arbore mitic din antropogonia scandinavă, un frasin din care zeii fac primul bărbat Askr. Alături de frasin, un butuc de ulm a fost folosit pentru a face prima femeie, Embla. Zeii au găsit pe țărm, stingheri și lipsiți de soartă, pe Askr' și pe Embla. Nu aveau încă nici minte, nici suflet, nici sânge, nici frumusețe(Edda Veche, Voluspa).